# Gracilidris
Gracilidris é um gênero de insetos, pertencente a família Formicidae. é um gênero de formigas  dolichoderine com comportamento noturno; pensadas ter sido extintas 15-20 milhões de anos atrás, elas foram encontradas no Paraguai, Brasil, e Argentina e foram descritas em 2006.
O único fóssil existente em âmbar dominicano torna o gênero um Taxon Lazarus.
A única espécie conhecida existente, Gracilidris Pombero, nidifica em pequenas colônias no solo. Estas formigas têm sido descritas apenas muito recentemente e pouco se sabe sobre elas.

## Espécies
- †Gracilidris humiloides (Wilson, 1985)
- Gracilidris pombero Wild & Cuezzo, 2006